# David Fasold
David Franklin Fasold (23 de febrero de 1939 – 26 de abril de 1998) fue un exoficial de la marina mercante estadounidense y experto en salvatage conocido por su libro El arca de Noé, una crónica de sus primeras expediciones a la supuesta Arca de Noé en el sitio arqueológico de Durupinar. Sin embargo, posteriormente cambió su punto de vista respecto al sitio y participó en una demanda junto al geólogo australiano y escéptico Ian Plimer contra un grupo creacionista australiano. Este juicio fue apodado el "Scopes Monkey Trial II" en referencia a un importante caso de debate entre ciencia (evolucionismo) y religión (creacionismo).

## Biografía y carrera de marino
Fasold nació en Chicago en 1939 y creció en Wheaton, Illinois. Fue hijo de Frank, arquitecto, y Ruth Fasold. Creció bajo la estricta disciplina de los Hermanos de Plymouth. En 1957 se unió a la marina mercante de Estados Unidos convirtiéndose en oficial y viajando a través del mundo. En la década de los cincuenta conoció a su esposa Anna Elizabeth Ávila, de El Salvador, en San José, California. Después de iniciar su familia se mudó a Key West (Florida) donde Fasold fundó una respetable compañía de salvatage marino. En la década de los setenta y ochenta prestó servicios a varios cazadores de tesoros marinos incluyendo a Mel Fisher. Tuvo dos hijos, Nathan y Michael. Cuando falleció de cáncer en Corvallis (Oregón), el 26 de abril de 1998, estaba financieramente quebrado debido a años de expediciones e investigaciones.

## ElSitio arqueológico de Durupinar
Siempre interesado en la historia de la Biblia y en el Arca de Noé, Fasold estudió las fuentes prebíblicas del diluvio llegando a la conclusión de que el arca no estaba en el Monte Ararat sino en algún lugar al suroeste. En 1985, Fasold se unió a Ron Wyatt para investigar el Sitio arqueológico de Durupinar, una estructura de tierra y piedras ubicada en las coordenadas 39°26′26.26″N 44°14′04.26″E / 39.4406278, 44.2345167) y que recibió su nombre del capitán de la fuerza aérea turca que lo descubrió durante una misión de mapeo de la OTAN en 1959.
En 1985, Fasold y Wyatt se unieron al geofísico Dr. John Baumgardner en la expedición narrada en el libro de Fasold El Arca de Noé. En cuanto vio el sitio, Fasold exclamó que se trataba de los restos de un naufragio.
Fasold llevó consigo lo que para ese tiempo era un moderno equipo de radar para la exploración de suelos y un dispositivo llamado "generador de frecuencia", que configuró en la longitud de onda del hierro para buscar restos de hierro dentro de la formación, usando una tecnología que posteriormente sus detractores compararon con la "radiestesia".
Según el reporte de la expedición, la estructura midió 164 metros, cerca de los 300 codos (157 metros) que la Biblia señala que medía el arca de Noé, si se usa como referencia el codo del Antiguo Egipto (0,52 metros). Fasold estaba convencido de que habían encontrado los restos fosilizados de la cubierta superior del arca y de que la subestructura original, fabricada de cañas, había desaparecido. En el pueblo cercano de Kazan (posteriormente llamado Arzap) la expedición estudió una piedra que el equipo identificó como "anclajes de piedra" que, según creían, habían estado originalmente unidas al arca.

### El Arca de Noéy el quiebre con Wyatt
Poco después de la expedición, Ron Wyatt y David Fasold aparecieron en un reportaje especial del programa estadounidense 20/20. Charles Berlitz escribió acerca de las investigaciones de Fasold en su libro de 1987 The Lost Ship of Noah, el que también incluyó una extensa entrevista a Fasold efectuada en 1985 (páginas 157 a 161). Wyatt escribió un breve libro presentando la evidencia encontrada en el sitio, la que incluía lo que consideró era madera petrificada y remaches de metal. Sin embargo Fasold tenía una opinión diferente. Basándose en literatura pre-bíblica y en la ingeniería náutica antigua, Fasold reconoció la posibilidad de que el arca hubiese sido fabricada con juncos y no con madera, como otros barcos y veleros antiguos. Concluyó que la enigmática "madera de gofer" de Génesis 6:14 se refiere en realidad a un material compuesto de betún y juncos, y que la palabra hebrea equivalente está relacionada con palabra kaphar o brea. También sostuvo la existencia de dos Dilmunes, uno ubicado en Baréin y otro ubicado en las montañas de Zagros. En 1988, Fasold publicó su propio libro titulado The Ark of Noah (El Arca de Noé).
En su libro The Ark of Noah, Fasold contradice a los fundamentalistas cristianos y creacionistas que insisten en que el arca tenía una forma perfectamente rectangular, que estaba fabricada de madera y que reposó en el Monte Ararat (cuando en realidad la Biblia menciona a "los montes Ararat"). También examina y descarta otras investigaciones e iniciativas de búsqueda del arca en el monte Ararat. La exposición en los medios de sus descrubrimientos llevó a organizar más expediciones al sitio a fines de los ochenta y en los noventa. Durante este tiempo, Wyatt supuestamente descubrió madera petrificada, objetos de metal y los restos del esqueleto del casco del arca en el sitio. Fasold dudó de muchas de las afirmaciones de Wyatt durante ese tiempo y rompió con las interpretaciones de Wyatt.  Fasold fundó la "Noahide Society" y comenzó a publicar un periódico llamado Ark-Update. También produjo algunas cintas de audio y de video.

### Dudas y cambio de su punto de vista
Durante los noventa, Fasold quedó atrapado entre tres grupos distintos que ridiculizaron su interés en el sitio. Un grupo estaba conformado por los creacionistas ortodoxos que creían que el arca solo podía estar en el monte Ararat, el segundo grupo incluía a Wyatt y estaba conformado por los que continuaron sus investigaciones reportando importantes descubrimientos, y el tercero que incluía a los geólogos escépticos y a minimalistas bíblicos que afirmaban que el sitio era una patraña.
Después de varias expediciones científicas al sitio de Durupinar que incluyeron perforaciones y escavaciones durante los noventa, Fasold comenzó a tener dudas de que la formación fuese realmente el arca. Visitó el sitio con el geólogo Ian Plimer en septiembre de 1994, y en una entrevista posterior hizo ver su cambio de opinión diciendo "creo que esto podría ser la broma más antigua de la historia. Creo que hemos encontrado lo que los antiguos decían era el arca, pero esta estructura no es el arca de Noé". En otras ocasiones afirmó que el sitio era solo lo que los antiguos creían era el 'arca de juncos' de Ziusudra.
En 1996, Fasold colaboró en un artículo junto al geólogo Lorence Collins titulado Bogus 'Noah's Ark' from Turkey Exposed as a Common Geologic Structure (Falsa 'arca de Noé' demuestra ser una estructura geológica común) que concluye que la formación con forma de barco era una curiosa elevación de lodo con una forma similar a la de una embarcación
En abril de 1997, mientras prestaba testimonio en una corte australiana, Fasold renegó de sus creencias en el arca afirmando que solo eran patrañas.
Los investigadores creacionistas del arca como Don Patten, David Allen Deal y su amigo australiano y biógrafo June Dawes afirman que antes de su muerte en 1998, Fasold nuevamente afirmó que el sitio de Durupinar era la verdadera ubicación del arca de Noé. Dawes escribió:

[Fasold] sostuvo repetidamente que, no importa lo que dijeran los expertos, había demasiado acerca del sitio como para que fuese descartado. [Fasold] siguió estando convencido de que eran los restos fosilizados del arca de Noé

## Jabal al-Lawz
En 1986, Fasold y Ron Wyatt fueron los primeros estadounidenses en investigar la tesis de que Jabal al-Lawz en Arabia Saudita era el Monte Sinaí bíblico. Durante una excursión no autorizada a través del desierto alrededor de la montaña, Wyatt y Fasold fueron arrestado y detenidos durante un breve período. El experiodista del New York Times escribió acerca de los viajes de Fasold en su libro de 1998 The Gold of Exodus (El oro del Éxodo).

## El caso Plimer
En 1997, Fasold se vio envuelto en un juicio en Australia en contra de un creacionista llamado Allen Roberts quien reprodujo algunas ilustraciones de Fasold sin permiso. Uno de sus co-demandantes fue el humanista y escéptico australiano Dr. Ian Plimer. Plimer demandó a la organización de Roberts Ark Search, afirmando que Roberts y Ark Search hacían afirmaciones falsas y engañosas respecto al sitio Durupinar. Plimer argumentaba que las afirmaciones de Roberts no estaban protegidas por la libertad de expresión sino que estaban engañando al público. El caso fue promocionado en los medios australianos y del resto del mundo como un segundo "Juicio de Scopes". Plimer perdió la demanda, el Juez Ron Sackville dijo "la corte no puede intentar dar una solución a todas las declaraciones falsas o engañosas realizadas en el curso de debates públicos acerca de temas de interés general". el Juez aceptó que Roberts había infringido los derechos de autor de Fasold, pero Fasold dijo que el pago de 2.500 dólares australianos fue una "bofetada en la cara" afirmando que había ganado más en dos casos similares en los Estados Unidos.

### Libros
- Berlitz, Charles (1987). The Lost Ship of Noah. New York: Putnam. ISBN 0399131825.
- Blum, Howard (1998). The Gold of Exodus: The Discovery of the True Mount Sinai. New York: Simon & Schuster. ISBN 0684809184.
- Coleman, Simon (2004). The Cultures of Creationism. Aldershot: Ashgate. ISBN 075460912X.
- Dawes, June (2000). Noah's Ark: Adrift in Dark Waters. Belrose, NSW: Noahide. ISBN 0646402285.
- Deal, David Allen (2005). Noah's Ark: The Evidence. Muscogee, OK: Artisan. ISBN 0933677022.
- Fasold, David (1988). The Ark of Noah. New York: Wynwood. ISBN 0922066108.
- Nissen, Henri (2005). Noah's Ark Uncovered: An Expedition into the Ancient Past. City: Scandinavia Publishing House. ISBN 8772478136.
- Sellier, Charles; David Balsiger (1995). The Incredible Discovery of Noah's Ark. New York: Dell. ISBN 0440217997.
- Wilson, Ian (2002). Before the Flood. New York: St. Martin's Press. ISBN 0312304005.
- Wyatt, Ron (1989). Discovered: Noah's Ark!. Nashville: World Bible Society. ISBN 0942521439.

### Artículos
- Finkel, Elizabeth (6 de junio de 1997). «Ark Claim Survives Court Fight». Science 276 (5318): 1493. PMID 9190684. doi:10.1126/science.276.5318.1493a.
- Finkel, Elizabeth (18 de abril de 1997). «Creationism Suit: Australian Geologist Battles 'Ark' Claim». Science 276 (5311): 348. doi:10.1126/science.276.5311.348.
- «Noah battles Darwin in Australian courtroom». Turkish Daily News. 14 de abril de 1997.
- Pockley, Peter (5 de junio de 1997). «Geologist Loses 'Creationism' Challenge». Nature 387 (6633): 540. PMID 9177329. doi:10.1038/42331.
- Pockley, Peter (6 de noviembre de 1994). Australian Sun-Herald.

### Vídeos
- Griffin, G. Edward (1993). The Discovery of Noah's Ark (Documentary). Westlake Village, CA: American Media.

## Obras

### Libros
- Fasold, David (1988). The Ark of Noah. New York: Wynwood Press.
- Fasold, David (1990). The Discovery of Noah's Ark. London: Sidgwick & Jackson.
- Fasold, David (1990). The Ark of Noah. New York: Knightsbridge Press.

### Artículos
- Collins, Lorence D., and David Fasold (1996). «Bogus 'Noah's Ark' from Turkey Exposed as a Common Geologic Structure». Journal of Geoscience Education 44.

### Vídeos
- Fasold, David (1993). The Discovery of Noah's Ark (Documentary). Westlake Village, CA: American Media.
- Plimer, Ian, and David Fasold (1994). Crusaders for the Lost Ark (Documentary). Sydney: Australian Broadcasting Corp.